# 欧洲设计学院
欧洲设计学院（Istituto Europeo di Design 简称：IED），創校1966年，总部位于意大利米兰市，並於都靈、威尼斯、卡利亞裡、佛羅倫薩、羅馬、巴塞羅那、馬德里、聖保羅、里約熱內盧、北京和上海設有分校，台北於2012年設立代表處，直接負責服務台灣。學院設有時尚學院、設計學院、管理學院、視覺傳播學院。被譽為歐洲第一，最佳的設計學校之一。其學位受台灣教育部承認。

## 外部連結
- IED 義大利官方網站 （页面存档备份，存于）
- IED 台灣官方網站 （页面存档备份，存于）